# Сашо Дончев
Сашо Георгиев Дончев е български предприемач и общественик, един от основателите и бивш изпълнителен директор на частната газова компания „Овергаз Инк.“ АД.

## Биография
Роден е в Ямбол на 7 септември 1953 г. Завършва средното си образование в ПГ „Васил Левски“. След това завършва специалностите „Строителство на газонефтопроводи, газохранилища и нефтобази“ в Руския държавен университет за нефт и газ „И. М. Губкин“ и „Външноикономически отношения“ в Висшия икономически институт „Карл Маркс“.
От 1978 до 1991 г. работи последователно като технически ръководител, проектант, началник отдел „Транзитен газопровод Русия-Турция“ в „Газстроймонтаж“,  дружество, в състава на СО "Монтажи", създадено за изграждане на газопреносната мрежа на България
Сашо Дончев е директор на Строително-монтажното управление по изграждане на магистралния газопровод „Тула-Шостка-Киев“.
Между 1995 и 1998 г. е изпълнителен директор на българо-руската газова компания „Топенерджи“.
През 1991 г. заедно с други съдружници създава „Овергаз“ ООД, а през 1992 г. – „Овергаз Инк.“ АД. При учредяването на дружеството е избран за негов изпълнителен директор. Към 2014 г. компанията е вложила над 165 млн. евро в изграждането на над 2200 km газоразпределителна мрежа, даваща възможност на близо 300 000 домакинства да ползват природен газ.
Сашо Дончев е един от инициаторите и авторите на Националната програма за развитие на газификацията в България, Концепцията за развитие на газификацията на България и на Проекта за газификация на населените места в България.
Владее английски, руски и полски език.
Женен е, има двама синове: Даниел и Георги Дончеви.
Дончев е проверяван неколкократно от Комисията за досиетата, която не установява негова принадлежност към Държавна сигурност.

## Позиции в национални и международни организации
Сашо Дончев е председател на Управителния съвет на Българската стопанска камара от февруари 2011 г. до септември 2018 г., Българската асоциация Природен газ,, Българска мрежа на Глобалния договор на ООН.
Освен това е член на Съвета на настоятелите на Техническия университет-София (до 2018 г.), на Управителния съвет на Съюза на издателите в България, на Управителния съвет на фондация „Атанас Буров“.
Сашо Дончев е член на Президиума и Борда на директорите на Европейския делови конгрес.
В периода 1999 – 2005 г. е президент на баскетболен клуб Ямбол, като през този период отборът носи името Ямболгаз.
Собственик е на близо 30% от акциите на „Сега“ АД, издаващо вестник „Сега“ – ежедневник с опозиционно звучене.

## Публични изявления по вътрешни за България въпроси
През април 2017 г. Дончев огласява провеждани от него разговори с главния прокурор Сотир Цацаров, на които са му правени меки предупреждения за неблагополучия в бъдеще, ако продължи с определен вид политическа дейност и редакционна политика на вестника си. Дончев казва, че това е недопустимо. Версията на главния прокурор е, че съдържанието на разговора е било съвсем различно.